# 2009년 한국프로야구
KBO 리그의 2009년 시즌은 대한민국의 8개 프로 야구구단들이 참가하여 2009년 4월 4일부터 시작하여 2009년 10월 24일 한국시리즈 7차전을 끝으로 막을 내렸다. CJ 마구마구의 스폰으로 진행된 첫 시즌이다.

## 스폰서 교체
2005년부터 계속해서 스폰서를 맡아온 삼성전자가 기업 사정을 이유로 2009년부터 스폰서를 포기하게 되었고, 이에 따라 온라인 야구 게임 마구마구의 운영업체인 CJ인터넷이 2009년 프로야구 타이틀 스폰서를 맡게 됐다.

## 달라진 규정
- 팀당 경기 수 : 팀당 경기 수가 종전 126경기에서 133경기로 늘어난다. 이에 따라 각 팀 간 맞대결도 19차전으로 치러지게 되었다.
- 무제한 연장전 폐지 : 지난 시즌까지의 연장전은 이닝 수, 경기 시간에 상관없이 승부가 날 때까지 연장전을 치렀으나, 이전 시즌 두 차례나 벌어진 이른바 "무박 2일 경기"로 문제점을 드러낸 연장전 경기방식이 이번 시즌부터는 시간과는 상관없이 진행된다. 단 최대 이닝은 12회 까지이다. 그러나 시범 경기 및 올스타전에 한하여 12회말까지 승부가 나지 않으면 승부치기를 실시한다.[1]
- 순위 결정 방식 : 승률에 의하여 결정한다. 이는 승수/경기수로 계산한다. 12회까지 승부가 나지 않으면 무승부가 되며 이는 패배로 간주된다. 예를 들어, 3승 2패와 3승 1무 1패는 승률이 똑같이 0.600이 된다.
- 우천에 의한 경기 순연시 : 우천에 의하여 해당 경기가 취소되는 경우 그 경기가 열린 다음 주의 월요일에 다시 열리게 된다. 하지만 한 시즌도 넘기지 못하고 2009년 5월 14일에 폐지되었다.[2][3]
- 더블헤더 실시 : 더블헤더는 필요할 경우 열리며, 첫 경기는 승패에 관계없이 9이닝까지만 개최된다.[2]
- 포스트 시즌 경기방식 : 지난 시즌에는 준플레이오프 5전 3선승제, 플레이오프 7전 4선승제, 한국시리즈 7전 4선승제였으나 이번 시즌에는 지난 시즌과 동일하나 플레이오프 경기 방식을 5전 3선승제로 조정하였다.
- 공인구 : 스카이라인스포츠의 AK-100과 맥스스포츠의 MA-100, 빅라인스포츠의 KA-100, 하드스포츠의 Hard-ball등 4개 제품을 공인구로 지정하였다. 이 제품은 공의 둘레가 22.9cm에서 23.5cm 이내, 공의 중량은 141.7g~148.8g이내 이어야 하며, 공의 반발계수가 0.4134에서 0.4374 이내에 들어야 하는 규정에 적합하여 결정되었다.
- 홈런 타구에 대한 비디오 판독 : 상대팀의 이의 제기가 있을 경우에 한하며, 중계카메라에 한해 판독을 허용하고 화면이 없을 경우는 심판 판정을 그대로 인정한다.[2]
- 올스타전 개최 : 올스타전은 2009년 7월 25일 광주무등경기장 야구장에서 개최되었으며, 이에 앞서 2군 올스타전은 2009년 7월 18일 춘천 의암야구장에서 개최되었다.[2]
- 신인선수 지명 : 2009년 한국 프로 야구 신인 드래프트는 두 번(1차: 2008년 6월 5일, 2차: 2008년 8월 16일)으로 나눠 실시하였지만, 2010년 한국 프로 야구 신인 드래프트는 2009년 8월 16일에만 실시할 예정이다.[1]
- 해외에 진출한 선수가 국내에 복귀할 경우 : 국내 구단으로부터 지명받지 못한 선수가 해외에 진출한 뒤 국내에 복귀할 경우, 종전에는 2년이 지나야 가능했지만 이번 시즌부터는 복귀 즉시 지명회의를 통해 어느 구단이든지 입단할 수 있다.[1]

## 선수 이동

### 시즌 전
- 이혜천 : 두산 베어스 → 도쿄 야쿠르트 스왈로스 (해외진출)
- 홍성흔 : 두산 베어스 → 롯데 자이언츠 (FA 이적)
- 이원석 : 롯데 자이언츠 → 두산 베어스 (홍성흔 FA 이적에 따른 보상선수)
- 이진영 : SK 와이번스 → LG 트윈스 (FA 이적)
- 이승호 : LG 트윈스 → SK 와이번스 (이진영 FA 이적에 따른 보상선수)
- 정성훈 : 히어로즈 → LG 트윈스 (FA 이적) ※현금보상
- 박종호 : 삼성 라이온즈 → LG 트윈스 (방출 후 이적)
- 덕 클락 : 한화 이글스 → 히어로즈
- 강동우 : KIA 타이거즈 → 한화 이글스
- 신종길 : 한화 이글스 → KIA 타이거즈
- 안경현 : 두산 베어스 → SK 와이번스
- 양승학 : SK 와이번스 → 한화 이글스
- 크리스 니코스키 : 후쿠오카 소프트뱅크 호크스 → SK 와이번스
- 맷 왓슨 : 시라큐스 치프스 → 두산 베어스
- 맷 랜들 : 부상으로 인한 방출(웨이버 공시)

### 시즌 중
- 강철민: KIA 타이거즈 → LG 트윈스
- 김상현: LG 트윈스 → KIA 타이거즈
- 박기남: LG 트윈스 → KIA 타이거즈
- 크리스 니코스키: SK 와이번스 → 두산 베어스
- 채상병: 두산 베어스 → 삼성 라이온즈
- 지승민: 삼성 라이온즈 → 두산 베어스
- 이경환: 두산 베어스 → LG 트윈스 (방출 후 이적)
- 윤재국: 한화 이글스 → SK 와이번스
- 송진우 : 한화 이글스 → 은퇴 (코치연수 예정)
- 정민철 : 한화 이글스 → 은퇴 (한화 이글스 2군 투수코치)
- 정수근: 롯데 자이언츠 → 은퇴
- 장원진: 두산 베어스 → 은퇴 (두산 베어스 원정기록원)
- 크리스 옥스프링: LG 트윈스 → 방출 (팔꿈치 부상)
- 루넬비스 에르난데스: 삼성 라이온즈 → 방출 (부진,약물 양성판정)

### 시즌 후
- 트레이드 영입선수
  - 이대수 : 두산 베어스 → 한화 이글스
  - 조규수, 김창훈 : 한화 이글스 → 두산 베어스

- 서울 히어로즈의 트레이드
  - 이현승 : 서울 히어로즈 → 두산 베어스
  - 금민철 : 두산 베어스 → 서울 히어로즈
  - 장원삼 : 서울 히어로즈 → 삼성 라이온즈
  - 박성훈, 김상수 : 삼성 라이온즈 → 서울 히어로즈
  - 이택근 : 서울 히어로즈 → LG 트윈스
  - 박영복, 강병우 : LG 트윈스 → 서울 히어로즈

- 신규영입 외국인선수
  - KIA 타이거즈 : 리카르도 로드리게스
  - 두산 베어스 : 레스 왈론드, 켈빈 히메네스
  - 롯데 자이언츠 : 라이언 사도스키
  - 서울 히어로즈 : 아드리안 번사이드
  - LG 트윈스 : 오카모토 신야, 에드가르 곤살레스
  - 한화 이글스 : 호세 카페얀, 훌리오 데폴라

- 방출 선수
  - KIA 타이거즈 : 김영수, 조동현
  - 두산 베어스 : 윤요한, 이승학, 이석만
  - 롯데 자이언츠 : 김이슬
  - 삼성 라이온즈 : 강희성, 김문수, 김동현, 이성훈, 조진호
  - 서울 히어로즈 : 곽동성, 김종문, 김종민, 이성재, 위대한, 전인환, 조성원
  - LG 트윈스 : 강창주, 박지철
  - 한화 이글스 : 강병수, 문용민, 양승학

- 방출 후 재영입선수
  - KIA 타이거즈 : 유승룡, 장태성
  - SK 와이번스 : 김동건, 허일상
  - 한화 이글스 : 신민기

- 방출 후 이적선수
  - 박진원 : 두산 베어스 → SK 와이번스
  - 전준호: 서울 히어로즈 → SK 와이번스
  - 추경식 : 롯데 자이언츠 → SK 와이번스
  - 오현근 : SK 와이번스 → 두산 베어스 (신고선수)
  - 이병규 : 주니치 드래곤즈 → LG 트윈스 (국내 복귀)
  - 이상열 : 서울 히어로즈 → LG 트윈스
  - 정성훈 : 두산 베어스 → LG 트윈스 (신고선수)
  - 전근표 : 서울 히어로즈 → 한화 이글스
  - 정원석 : 두산 베어스 → 한화 이글스
  - 김경태 : LG 트윈스 → 카가와 올리브 가이너즈
  - 손지환 : SK 와이번스 → 코리아 해치

- 방출 외국인선수
  - 두산 베어스 : 니코스키, 세데뇨
  - 롯데 자이언츠 : 애킨스
  - 서울 히어로즈 : 브룸바
  - 한화 이글스 : 에릭 영

- 은퇴 선수
  - 장문석 : KIA 타이거즈 → SK 와이번스 → 은퇴 (부상)
  - 최경환 : KIA 타이거즈 → 은퇴 (KIA 타이거즈의 1군 타격코치)
  - 윤재국 : SK 와이번스 → 은퇴 (부상)
  - 정경배 : SK 와이번스 → 은퇴 (SK 와이번스의 1군 타격코치)
  - 조웅천 : SK 와이번스 → 은퇴 (시카코 컵스로의 코치연수 예정)
  - 전상열 : 두산 베어스 → 은퇴 (일본 코치연수 예정)
  - 박현승 : 롯데 자이언츠 → 은퇴 (롯데 자이언츠의 2군 수비·주루코치)
  - 김재걸 : 삼성 라이온즈 → 은퇴 (삼성 라이온즈의 1군 트레이닝코치)
  - 김창희 : 삼성 라이온즈 → 은퇴 (삼성 라이온즈의 전력분석요원)
  - 김동수 : 서울 히어로즈 → 은퇴 (넥센 히어로즈 1군 배터리코치)
  - 전준호 : 서울 히어로즈 → 은퇴 (SK 와이번스 1군 주루코치)
  - 이종열 : LG 트윈스 → 은퇴 (LG 트윈스 2군 육성군 타격코치)
  - 김민재 : 한화 이글스 → 은퇴 (한화 이글스 3루 작전코치)
  - 송진우 : 한화 이글스 → 은퇴 (코치연수 예정)
  - 정민철 : 한화 이글스 → 은퇴 (한화 이글스 2군 투수코치)

- 재계약포기 외국인선수
  - 구톰슨 : KIA 타이거즈
  - 페타지니 : LG 트윈스

- 해외진출 외국인선수
  - 브래드 토마스 : 한화 이글스 → 디트로이트 타이거즈

- FA 이적선수
  - 김태균 : 한화 이글스 → 지바 롯데 마린스 (해외진출)
  - 이범호 : 한화 이글스 → 후쿠오카 소프트뱅크 호크스 (해외진출)

## 시범 경기
- 기간 : 3월 14일 ~ 3월 29일

| 순위 | 구단     | 승 | 무 | 패 | 승률  | 승차 |
| ---- | -------- | -- | -- | -- | ----- | ---- |
| 1위  | 롯데     | 11 | 0  | 1  | 0.917 | 0.0  |
| 2위  | LG       | 9  | 0  | 3  | 0.750 | 2.0  |
| 3위  | 두산     | 8  | 0  | 4  | 0.667 | 3.0  |
| 4위  | 한화     | 5  | 0  | 7  | 0.417 | 6.0  |
| 5위  | KIA      | 5  | 0  | 8  | 0.385 | 6.5  |
| 6위  | SK       | 5  | 0  | 9  | 0.357 | 7.0  |
| 7위  | 히어로즈 | 4  | 0  | 8  | 0.333 | 7.0  |
| 8위  | 삼성     | 3  | 0  | 10 | 0.231 | 8.5  |

- 시범 경기에서 롯데 자이언츠가 돌풍으로 1위를 차지하였다. 이대호, 강민호, 손민한, 박기혁, 카림 가르시아 등이 2009년 월드 베이스볼 클래식에 참가하여 공백이 예상되었음에도 불구하고 시범경기 12경기에서 11승 1패라는 90%가 넘는 경이적인 승률을 기록하며 1위를 기록하였다. 롯데 자이언츠의 시범 경기의 선전에다 때마침 월드 베이스볼 클래식에서 대한민국 야구 대표팀이 승승장구 하며 결승전까지 진출한 덕분에 부산지역 야구용품점의 매출이 전년 대비 170~200%가 올라갔다고 한다. 하지만 그 이후로 몇 시즌 동안 '봄데'라는 별명이 붙으면서 시범경기에만 강하고 정규경기엔 말아먹는 성적이 나오게된다.[4][5][6]

## 정규 리그
- 기간 : 4월 4일 - 9월 26일

### 팀 순위
| 순위 | 구단          | 경기수 | 승 | 무 | 패 | 승률  | 승차 | 포스트시즌   |
| ---- | ------------- | ------ | -- | -- | -- | ----- | ---- | ------------ |
| 1    | KIA 타이거즈  | 133    | 81 | 4  | 48 | 0.609 | 0.0  | 한국시리즈   |
| 2    | SK 와이번스   | 133    | 80 | 6  | 47 | 0.602 | 1.0  | 플레이오프   |
| 3    | 두산 베어스   | 133    | 71 | 2  | 60 | 0.534 | 10.0 | 준플레이오프 |
| 4    | 롯데 자이언츠 | 133    | 66 | 0  | 67 | 0.496 | 15.0 | 준플레이오프 |
| 5    | 삼성 라이온즈 | 133    | 64 | 0  | 69 | 0.481 | 17.0 | 진출실패     |
| 6    | 서울 히어로즈 | 133    | 60 | 1  | 72 | 0.451 | 21.0 | 진출실패     |
| 7    | LG 트윈스     | 133    | 54 | 4  | 75 | 0.406 | 27.0 | 진출실패     |
| 8    | 한화 이글스   | 133    | 46 | 3  | 84 | 0.346 | 35.0 | 진출실패     |

### 통계

#### 타자 TOP
| 부문      | 선수           | 기록  |
| --------- | -------------- | ----- |
| 타율(AVG) | 박용택         | 0.372 |
| 홈런(HR)  | 김상현         | 36    |
| 타점(RBI) | 김상현         | 127   |
| 득점(R)   | 정근우, 최희섭 | 98    |
| 안타(H)   | 김현수         | 172   |
| 도루(SB)  | 이대형         | 64    |

#### 투수 TOP
| 부문          | 선수                 | 기록                                          |
| ------------- | -------------------- | --------------------------------------------- |
| 승리(W)       | 윤성환 조정훈 로페즈 | 14(윤성환은 1구원승 포함이라 선발승 공동 3위) |
| 평균자책(ERA) | 김광현               | 2.80                                          |
| 탈삼진(SO)    | 류현진               | 188                                           |
| 이닝(IP)      | 로페즈               | 190 1/3                                       |
| 세이브(SV)    | 애킨스 이용찬        | 26                                            |
| 홀드(HLD)     | 권혁                 | 21                                            |

### 시즌 기록
- 시즌 첫 안타 : 4월 4일, 한화 이글스 김태균 (SK 와이번스 투수 채병용을 상대로 중월 2루타)
- 시즌 첫 홈런 : 4월 4일, 한화 이글스 송광민 (SK 와이번스 투수 채병용을 상대로 2회 2점 홈런)
- 시즌 첫 사이클링 히트 : 4월 11일, 두산 베어스 이종욱 (잠실 LG 트윈스 전, 첫 타석 2루타, 두 번째 타석 안타, 네 번째 타석 2점 홈런, 다섯 번째 타석 3루타)
- 시즌 첫 20-20 클럽 가입: 8월 19일, 우리 히어로즈 덕 클락 (장소: 광주무등경기장 야구장, 5회초 이숭용 타석 때 도루 성공)[7]
- 시즌 한 경기 양팀 합계 최다 안타 : 5월 15일 40개 (LG 트윈스 25개, 우리 히어로즈 15개, 장소: 목동야구장), 역대 한 경기 양팀 합계 최다 안타 기록(종전기록 1992년 5월 28일 롯데 자이언츠 18개, 삼성 라이온즈 21개, 합계 39개, 장소: 사직야구장)
- 시즌 한 경기 양팀 합계 최다 루타 : 5월 15일, 84루타 (LG 트윈스 47루타, 우리 히어로즈 37루타, 장소: 목동야구장), 역대 한 경기 양팀 합계 최다 루타 기록(종전기록 75루타)
- 시즌 한 경기 개인 최다 홈런 : 4월 30일, 한화 이글스 이범호 (3개; 2회 만루 홈런, 6회 1점 홈런, 7회 3점 홈런) (청주 LG 트윈스 전)
- 시즌 한 경기 한 팀 최다 홈런 : 4월 28일, 4월 30일 한화 이글스 6개 (청주 LG 트윈스 전), 5월 15일 LG 트윈스 6개 (목동 우리 히어로즈 전)
- 시즌 한 경기 한 이닝 최다 홈런 : 4월 30일, 한화 이글스 4개 (청주 LG 트윈스 전, 2회 신경현 1점 홈런, 이범호 만루 홈런, 이도형 1점 홈런, 이여상 2점 홈런)
- 시즌 한 경기 양팀 합계 최다 홈런 : 5월 15일, 11개 (LG 트윈스 6개, 우리 히어로즈 5개, 장소: 목동야구장)
- 시즌 개인 최다 만루 홈런 : KIA 타이거즈 김상현 4개 (종전 1999년 박재홍의 4개와 타이)
- 시즌 한 경기 최다 타점 : 4월 30일, 한화 이글스 이범호 (청주 LG 트윈스 전 8타점, 역대 한 경기 개인 최다 타점과 타이 기록)
- 시즌 한 경기 최다 득점 : 5월 15일, LG 트윈스 (목동 우리 히어로즈 전 22점)
- 시즌 한 경기 한 이닝 최다 득점 : 4월 30일, 한화 이글스 (청주 LG 트윈스 전, 2회 9점)[8] 7월 3일, KIA 타이거즈 (대전 한화 이글스 전, 5회 9점)[9]
- 시즌 한 경기 양팀 합계 최다 득점 : 5월 15일, 39득점(LG 트윈스 22점, 우리 히어로즈 17점, 장소: 목동 야구장), 역대 한 경기 양팀 합계 최다 득점 기록(종전기록 1995년 6월 28일 롯데 자이언츠 24점, 삼성 라이온즈 14점, 합계 38점, 장소: 대구시민운동장 야구장)
- 시즌 한 경기 한 팀 최다 이닝 득점 : 5월 15일, LG 트윈스 8이닝 득점, 역대 최다 이닝 득점 기록과 타이(목동 우리 히어로즈 전)[10]
- 시즌 한 경기 한 이닝 선발 타자 전원 득점: 7월 3일, KIA 타이거즈 (대전 한화 이글스 전; 통산 9호)
- 시즌 단일 팀 최다 연승: 8월 25일 ~ 9월 26일, SK 와이번스 19연승, 역대 최다 연승 기록 (종전 기록: 1986년 시즌 삼성 라이온즈의 16연승)

### 달성 기록
- 개인 통산 210 승 달성 : 한화 이글스 송진우 (2009년 4월 8일 대전구장 대 두산 베어스 전)
- 개인 통산 3,000 이닝 달성 : 한화 이글스 송진우 (2009년 4월 9일) 대전구장 대 두산 베어스 전)
- 개인 통산 1,000 경기 출장 : 한화 이글스 이범호 (2009년 4월 10일 대전구장 대 롯데 자이언츠 전)
- 개인 통산 최다 홈런 달성 : 삼성 라이온즈 양준혁 341개 (2009년 5월 9일 대구구장 대 LG 트윈스 전, 상대 투수: 류택현, 종전 기록: 전 한화 이글스 장종훈 340개)
- 개인 통산 500 도루 달성 : KIA 타이거즈 이종범 (2009년 6월 5일 광주구장 대 삼성 라이온즈 전)
- 개인 통산 1,000 득점 달성 : KIA 타이거즈 이종범 (2009년 6월 5일 광주구장 대 삼성 라이온즈 전)
- 개인 통산 450 2루타 달성 : 삼성 라이온즈 양준혁 450개
- 개인 통산 350 홈런 달성: 삼성 라이온즈 양준혁 (2009년 7월 14일 대구구장 대 두산 베어스 전, 상대 투수 이재우)
- 프로 야구 통산 2만번째 홈런: 한화 이글스 연경흠 (2009년 7월 16일 사직야구장 대 롯데 자이언츠 전, 상대 투수 이정훈)
- 개인 통산 1,000 사사구: SK 와이번스 김재현 (2009년 9월 8일 광주구장 대 KIA 타이거즈 전, 상대 투수 곽정철로부터 고의 4구 기록 - 프로 통산 세 번째)[11]
- 개인 통산 1,600 안타: SK 와이번스 김재현
- 개인 통산 2,500 루타: SK 와이번스 김재현 (이상 2009년 9월 8일 광주구장 대 KIA 타이거즈 전, 상대 투수 오준형으로부터 만루 홈런 기록)
- 개인 통산 100승 달성: 롯데 자이언츠 손민한 (2009년 6월 26일 대전구장 대 한화 이글스 전)
- 개인 통산 100승 달성: KIA 타이거즈 이대진 (2009년 9월 11일 대전구장 대 한화 이글스 전)[12]
- 개인 통산 1,500 안타: 한화 이글스 김민재 (2009년 9월 17일 잠실구장 대 두산 베어스 전, 상대 투수 금민철로부터 좌전 안타 기록)

## 포스트 시즌
경기결과 기록에서 기울임은 홈팀을, 진하게는 승리팀을 나타낸다.

### 준 플레이오프
- 기간: 9월 29일 ~ 10월 3일
- 두산 베어스 (정규리그 3위팀) v.s 롯데 자이언츠 (정규리그 4위팀)

#### 경기결과
- 1차전(서울종합운동장 야구장) : 롯데 7 : 2 두산
- 2차전(서울종합운동장 야구장) : 롯데 0 : 6 두산
- 3차전(사직야구장) : 두산 12 : 3 롯데
- 4차전(사직야구장) : 두산 9 : 5 롯데
- 두산 베어스 플레이오프 진출 (패승승승) (3승 1패)
- 롯데 자이언츠 4위

### 플레이오프
- 기간: 10월 7일~ 10월 14일 (5차전 우천으로 하루연기)
- SK 와이번스(정규리그 2위팀) v.s 두산 베어스(준플레이오프 승리팀)

#### 경기결과
- 1차전(인천SK행복드림구장) : 두산 3 : 2 SK
- 2차전(인천SK행복드림구장) : 두산 4 : 1 SK
- 3차전(서울종합운동장 야구장) : SK 3 : 1 두산
- 4차전(서울종합운동장 야구장) : SK 8 : 3 두산
- 5차전(인천SK행복드림구장) : 두산 3 : 14 SK
- SK 와이번스 한국시리즈 진출 (패패승승승) (3승 2패)
- 두산 베어스 3위

### 한국시리즈
- 기간:10월 16일 ~ 10월 24일
- KIA 타이거즈(정규리그 1위팀) v.s SK 와이번스(플레이오프 승리팀)

#### 경기결과
- 1차전(광주무등경기장 야구장) : SK 3 : 5 KIA
- 2차전(광주무등경기장 야구장) : SK 1 : 2 KIA
- 3차전(인천SK행복드림구장) : KIA 6 : 11 SK
- 4차전(인천SK행복드림구장) : KIA 3 : 4 SK
- 5차전(서울종합운동장 야구장) : SK 0 : 3 KIA
- 6차전(서울종합운동장 야구장) : KIA 2 : 3 SK
- 7차전(서울종합운동장 야구장) : SK 5 : 6 KIA
- KIA 타이거즈 우승 (승승패패승패승) (4승 3패)
- SK 와이번스 준우승

## 시즌 화제

### 2009년 월드 베이스볼 클래식
출범 후 두 번째를 맞는 월드 베이스볼 클래식이 2009년 3월 5일부터 3월 24일까지 열렸다. 아시아 지역 1라운드 예선전에서 대한민국이 A조 1위, 일본이 2위를 차지하며 2라운드에 진출하였고, 2라운드에서 조 2위로 준결승전에 진출하여 베네수엘라를 10-2로 물리치고 결승에 올라갔으나 일본과의 결승전에서 연장 10회까지 가는 접전끝에 3-5로 패하며 준우승하였다.

### 선수 노조 설립 선언
프로야구 선수 협의회 손민한 회장과 권시형 사무총장이 4월 28일 기자 회견을 열어 선수협의회를 법적 보호를 받는 노조로 전환시킨다고 선언하였다. 이는 프로야구 선수의 권익 보호를 위한 것이었다. 하지만 2000년에 발생한 이른바 "선수협 사태"와 마찬가지로 한국 야구 위원회와 8개 구단은 반대 입장을 분명히 하였고, 대화를 통한 문제 해결을 제안하였지만 선수 협의회는 이러한 제안을 거부하였다.

### LG 트윈스 선수간 불화
LG 트윈스는 전반기 연승을 달리며 단독 2위까지 오르는 기염을 토하기도 했으나, 이후 좋지 않은 성적으로 7위로 내려앉았다. 엎친 데 덮친 격으로 LG 트윈스에서는 선수들 사이의 불화가 끊이지 않았는데, 급기야 2009년 8월 6일 잠실에서 열린 KIA 타이거즈와의 경기에서는 주장인 조인성과 심수창이 경기 도중 마운드 위에서 말다툼을 벌이는 장면이 중계 방송에 포착되어 많은 야구팬의 비난을 받았고, 이에 LG 트윈스 구단은 자체 징계를 실시하여 벌금 및 2군 강등의 조치를 취하였다.
그럼에도 불구하고 2009년 8월 23일 부산 사직 야구장에서 열린 롯데 자이언츠와의 경기에서는 느닷없이 선발 투수가 바뀌는 일도 벌어졌는데, 당초 선발 투수로 등판할 예정이던 LG 트윈스 서승화가 박지철로 전격 교체된 것이었다. 이는 서승화 선수가 2군에서 후배 선수들을 질책하던 도중 이병규에게 가혹한 체벌을 가하였기 때문이다. 이 사건이 외부에 알려지면서 김재박 감독의 지도력이 도마 위에 올랐고, 서승화는 2003년 이승엽과의 주먹다짐, 이듬 해인 2004년 경기 중 빈볼을 던진 행위와 경기 도중 주자의 다리를 걸어 넘어뜨리는 비신사적 행위로 비난을 받은 적이 있어 다시 한번 야구팬들의 비난을 받아야 했다.

### 최단 기간 최다 관중 돌파
2009 월드 베이스볼 클래식에서의 선전을 계기로 프로 야구 개막부터 많은 관중이 야구장을 찾았고, 한 치 앞도 내다볼 수 없는 순위 경쟁은 많은 야구팬들이 야구장에 오는 결과를 만들었다. 특히 몇 년 동안 하위권에서 보내며 침체되었던 KIA 타이거즈의 부활이 결정적인 계기가 되어 5월 중순 이후 많은 관중이 몰려들었다. 개막전 첫 날부터 4개 야구장 모두 매진을 기록하는데, 이는 프로 야구 출범 이래 처음 있는 일이다. 한 달 뒤인 어린이날 경기도 4개 야구장 모두 매진을 기록하여 역대 최초의 어린이날 경기 전구장 매진 기록이 되었다. 게다가 8월 28일부터 8월 30일까지 열린 KIA 타이거즈와 두산 베어스가 맞붙은 3연전 동안 잠실 야구장의 모든 입장권이 매진되었고, 롯데 자이언츠의 홈구장인 사직 야구장은 이전 시즌 22차례 홈경기 매진 기록에 이어 17경기나 홈경기의 입장권이 매진되었다. 많은 관중들이 몰려들면서 마침내 2009년 9월 9일 역대 두 번째 최소 경기 500만 관중과 함께 출범 이후 최초의 2년 연속 500만 관중 돌파 기록을 세웠는데, 이 날 경기까지 누적 관중은 5,407,527명으로 1995 시즌의 5,406,374명보다 많은 기록이다.

### 송진우,정민철등번호 영구 결번
2009년 9월 10일 한화 이글스 정민철의 등번호 23번이 장종훈의 등번호 35번에 이어 한화 이글스 세 번째로 영구 결번 되었다. 한국 프로 야구 역사상 일곱 번째이다. 정민철은 1992년 입단 이후 에이스로 활약하면서 1999년 한국시리즈 우승에 기여하였고, 2000년대 초반에 요미우리 자이언츠에 이적하여 활동하기도 했지만, 다시 한화로 돌아와 프로 야구 통산 최다승, 최다 선발 출장, 최다 완봉승, 최다 투구 이닝, 최다 타자 상대 부문에서 통산 2위를 기록하는 등 한국 프로 야구사에 큰 족적을 남긴 점을 인정받아 그의 등번호가 영구 결번으로 지정된 것이다.
더불어 송진우의 등번호 21번도 2009년 9월 22일 한화 이글스 세 번째 영구 결번이 되었다. 송진우는 1989 시즌부터 2009 시즌까지 21시즌 동안 통산 최다승인 210승, 통산 최다 3,003이닝, 통산 최다 탈삼진 2,048개를 기록하였고, 평균자책점 3.51을 기록하였다. 1999년에는 한화 이글스의 한국시리즈 우승에도 기여하였으며, 2000년 선수협 파동 사건 때에는 선수협 회장을 맡으며 많은 후배들의 귀감이 된 점이 인정되어 영구 결번 처리되었다. 이로써 그의 등번호가 영구 결번이 된 건 한국 프로 야구 역사상 여덟 번째이며 한화 이글스에서는 세 번째 영구 결번이 되면서, 한화 이글스는 3개의 영구 결번을 보유하게 되어 단일 구단으로는 최다 영구 결번 보유 구단이 되었다.

### 삼성 라이온즈 13년 만의 포스트시즌 진출 좌절
1997년 시즌부터 포스트시즌에 계속해서 출전, 한국시리즈 3회 우승, 2회 준우승 등의 좋은 성적을 거둔 삼성 라이온즈가 13년 만에 포스트시즌 진출이 좌절되었다. 삼성은 양준혁, 진갑용, 박진만 등이 타선에서 이탈하였고, 불펜의 핵 오승환이 어깨 통증으로 이탈하면서 어려운 시즌을 맞이했다. 그나마 최형우, 채태인, 박석민이 제 몫을 하면서 선전하였으나, 롯데 자이언츠와의 시즌 마지막 2연전을 모두 내주면서 5위로 내려 앉았고 이후 SK 와이번스와의 2연전마저 내주면서 포스트시즌 진출이 끝내 좌절되었다.
팀의 핵심 선수들이 모두 부상 및 슬럼프로 이탈한 가운데에서 투수진은 이우선이라는 의외의 수확을 거두었으며, 김상수, 이영욱이 타선에 가세하면서 그동안 지적되어 온 문제점인 기동력이 많이 향상되어 다음 시즌을 기대할 수 있게 되었다.
아울러 신명철은 9월 23일 SK 와이번스전에서 20호 홈런을 기록, 시즌 두 번째 20-20클럽에 가입하는 선수가 되었다.
또 강봉규는 9월 25일 한화 이글스 전에서 20도루를 기록, 시즌 세 번째 20-20 클럽에 가입하는 선수가 되었다.

### KIA 타이거즈 12년 만의 통합 우승
KIA 타이거즈가 해태 타이거즈 시절이던 1997년 시즌 정규 리그 우승 후 12년 만에 정규 리그 우승을 확정, 2009년 한국시리즈에 직행하였다.
KIA는 그동안 부진에서 벗어난 이종범과 최희섭, 그리고 LG 트윈스에서 이적해 온 김상현의 활약에 힘입어 선발진에서도 릭 구톰슨과 아킬리노 로페즈, 양현종 등이 훌륭히 임무를 수행하였을 뿐만 아니라 불펜에서 한기주의 부진에도 불구하고 sky라인(손영민, 곽정철, 유동훈)을 필두로 우승의 믿바탕이 되었다.
한동안 시즌 최다 연승을 기록한 SK 와이번스의 맹렬한 추격이 있기도 했지만, 마침내 9월 24일 군산에서 열린 히어로즈와의 경기를 승리하면서 남은 경기에 상관없이 페넌트레이스 우승을 확정지었다. 이후 SK 와이번스와의 한국시리즈에서 7차전 접전 끝에 9회말에 터진 나지완의 역전 끝내기 솔로 홈런으로 통산 10번째 우승을 차지하였다.

### SK 와이번스 파죽의 19연승
SK 와이번스가 8월 23일 KIA 타이거즈와의 경기를 패한 이후 8월 25일 문학 두산 베어스 전부터 잔여경기 20경기 중 단 한 경기도 지지 않고 시즌 마지막 경기까지 무려 19연승을 기록하며 종전 1986년에 삼성 라이온즈가 세운 16연승 기록을 경신하였다.
이 기록을 다음해 2010년에도 이어가 총 22연승을 달성하기도 하였다.
아울러 19연승 기록은 일본 프로 야구에서 1954년 난카이 호크스(현 소프트뱅크 호크스)와 1960년 다이마이 오리온스(현 지바 롯데 마린스)가 세운 18연승 기록을 뛰어 넘는 아시아 신기록이 되었다.

### KIA 타이거즈 우승논란
KIA 타이거즈가 무승부와 관련하여 새로 바뀐 규정을 통해 우승을 차지하게 되었고, 한시즌 플루크의 성적을 낸 선수들이 많아 논란이 되었다. 2003년 이름만 다른 같은 규정으로 KIA 타이거즈도 현대 유니콘스 에게 밀려 2위를 한 적있으며 논란의 대상은 아니다.

### WBC 선수단의 포상금 문제
추신수, 이대호, 이용규, 이진영, 손민한, 김현수 등 28명의 국가대표 선수들이 KBO를 상대로 포상금 문제로 소송을 제기 했다. KBO는 선수들에게 상금 100만 달러에 한해서 포상금으로 지급한다는 방침이며 선수 1인당 돌아가는 금액은 3200만 원이다. 하지만 선수들은 준우승 상금 등으로 받은 300만 달러에서 경비와 세금을 제외하고 선수 1인당 9200여만 원씩 지급해야 한다고 주장하고 있다.

## 관계 기사
1. 1 2 3  연장전은 12회까지만…올해 달라지는 프로야구 규칙 《경향신문》 2009년 3월 26일 18:27, 2009년 3월 31일 0:39 확인
2. 1 2 3 4  프로야구 올스타전, 11년 만에 광주 개최[깨진 링크(과거 내용 찾기)] 《노컷뉴스》 2009년 2월 5일
3. ↑  '월요일 경기 사라진다' 주말 더블헤더 부활 《마이데일리》 2009년 5월 14일 19:31
4. ↑  야구 열기 매출증가로 쭉~[깨진 링크(과거 내용 찾기)] 《부산일보》 경제, 사회 2009년 3월 26일 10:54, 2009년 3월 30일 0:19 확인
5. ↑  9회말 동점！… "졌지만 잘했다"[깨진 링크(과거 내용 찾기)] 《부산일보》 사회 | 2009년 3월 25일 10:48, 2009년 3월 30일 0:22 확인
6. ↑  부산 메가마트 야구열기에 반사이익 '톡톡' 《뉴시스》 사회 | 2009년 3월 23일 16:25, 2009년 3월 30일 0:23 《네이버뉴스》에서 확인
7. ↑  클락, 2년 연속 '20홈런-20도루' 달성 《조이뉴스》 2009년 8월 19일 20:30
8. ↑  한화 2회말 4홈런… 모두 비거리 115m[깨진 링크(과거 내용 찾기)] 《세계일보》 2009년 4월 30일 22:30
9. ↑  김상현 시즌4호 만루탄, 한 이닝 선발 전원득점…KIA 진기록 양산 《조이뉴스》 2009년 7월 3일 20:27
10. ↑  -프로야구- '22대17' 난타전..LG 대폭발(종합) 《연합뉴스》 2009년 5월 15일 23:35, 2009년 5월 15일 23:57《네이버뉴스》에서 확인
11. ↑  김재현, 프로 통산 세 번째 1000 4사구 기록 달성 보관됨 2016-03-04 - 웨이백 머신 《굿데이스포츠》 2009년 9월 9일 9:30
12. ↑  KIA 앞으로 매직넘버'7'....이대진 100승 달성[깨진 링크(과거 내용 찾기)] 《Daily 정경 뉴스》 2009년 9월 11일 10:06 작성, 2009년 9월 13일 0:00 확인
13. ↑  선수협, 노조 설립 선언…"더 이상 지체 의미 없다" 《뉴시스》 2009년 4월 28일 14:25, 2009년 4월 30일 23:37 《네이버뉴스》에서 확인
14. ↑  프로야구 사장단 "선수들 요구 대화로 해결"… 5월4일 노조설립 추진위 1차회의[깨진 링크(과거 내용 찾기)] 《국민일보》 2009년 4월 30 일 18:04
15. ↑  LG트윈스, 조인성 벌금징계 네티즌 빈축[깨진 링크(과거 내용 찾기)] 《투데이코리아》 2009년 8월 8일 10:35, 2009년 8월 26일 1:41 확인
16. ↑  조인성-심수창 집안싸움 네티즌 '부글부글'...구단측 벌금형 확정[깨진 링크(과거 내용 찾기)] 《뉴스한국》2009년 8월 8일 13:30, 2009년 8월 26일 1:51 확인
17. ↑  LG 서승화, 후배 폭행 뒤늦게 확인… 전격 2군행 보관됨 2009-08-26 - 웨이백 머신 《스포츠서울》 2009년 8월 23일 18:33, 2009년 8월 26일 1:55 확인
18. ↑  'LG 내분사태' 최대 피해자 김재박? 《데일리안》 2009년 8월 25일 11:00, 2009년 8월 26일 1:58 확인
19. ↑  이병규 머리, 방망이 폭행한 서승화... 과거 이승엽과 멱살 《프런티어타임스》 2009년 8월 24일 12:10, 2009년 8월 26일 2:00 확인
20. ↑  서승화 "이승엽과의 난투극 잊어달라"[깨진 링크(과거 내용 찾기)] 《씨앤비뉴스》 2009년 2월 14일 11:54, 2009년 8월 26일 2:04 확인
21. ↑  '무적 호랑이' KIA, 역대 월간 최다승 쾌주[깨진 링크(과거 내용 찾기)] 《노컷뉴스》 2009년 8월 30일 21:11, 2009년 9월 9일 22:23 확인
22. ↑  프로야구 역대 최다관중 신기록 및 입장수입 300억원 첫 돌파[깨진 링크(과거 내용 찾기)] 《OSEN》 2009년 9월 9일 22:03 작성
23. ↑  정민철 등번호 '23번', 한화 구단 영구 결번으로 지정[깨진 링크(과거 내용 찾기)] 《이데일리》 2009년 9월 10일 16:46
24. ↑  송진우, 23일 LG전 선발 1이닝으로 은퇴 경기[깨진 링크(과거 내용 찾기)] 《OSEN》 2009년 9월 22일 11:37
25. ↑  SK 19연승으로 시즌 마감…최다 연승 아시아 신기록[깨진 링크(과거 내용 찾기)] 《이데일리》 2009년 9월 26일 20:16
26. ↑  야구대표팀, KBO 상대 포상금訴 《아시아경제》 2009년 10월 8일
27. ↑  WBC(월드베이스볼클래식) 영웅들 돈 싸움 ‘이전투구’[깨진 링크(과거 내용 찾기)] 《일요서울》 2009년 10월 13일
28. ↑  WBC참가 선수들 “포상금 218만弗 달라” 《서울신문》2009년 10월 8일